# Szilvia Szabolcsi
Szilvia Noémi Szabolcsi (* 12. Oktober 1977 in Budapest) ist eine ehemalige ungarische Bahnradsportlerin und Eisschnellläuferin.
1997 wurde Szilvia Szabolcsi Bahn-Europameisterin (U23) im Sprint, im 500-Meter-Zeitfahren belegte sie Rang drei. Im Jahr darauf wurde sie Dritte im Sprint, 1999 erneut Sprint-Europameisterin (U23), und im Punktefahren belegte sie Platz zwei. 2001 startete sie bei den Bahn-Weltmeisterschaften in Antwerpen und wurde Sechste im Sprint, Siebte im Punktefahren und Neunte im Punktefahren. 2002 wurde sie nochmals Sechste im Sprint. Mehrfach wurde sie auch ungarische Meisterin.
Szabolcsi ist die einzige Bahnradsportlerin aus Ungarn, die auch international erfolgreich war, und auch die einzige, die bisher für ihr Land an Olympischen Spielen teilnahm. 2000 startete sie bei den Olympischen Spielen in Sydney und belegte im Sprint Platz fünf und im Zeitfahren Platz zwölf.
Szilvia Szabolcsi war auch als Eisschnellläuferin aktiv. 2002 wurde sie ungarische Meister im Sprint-Mehrkampf.